# 斯堪尼亞K94UB

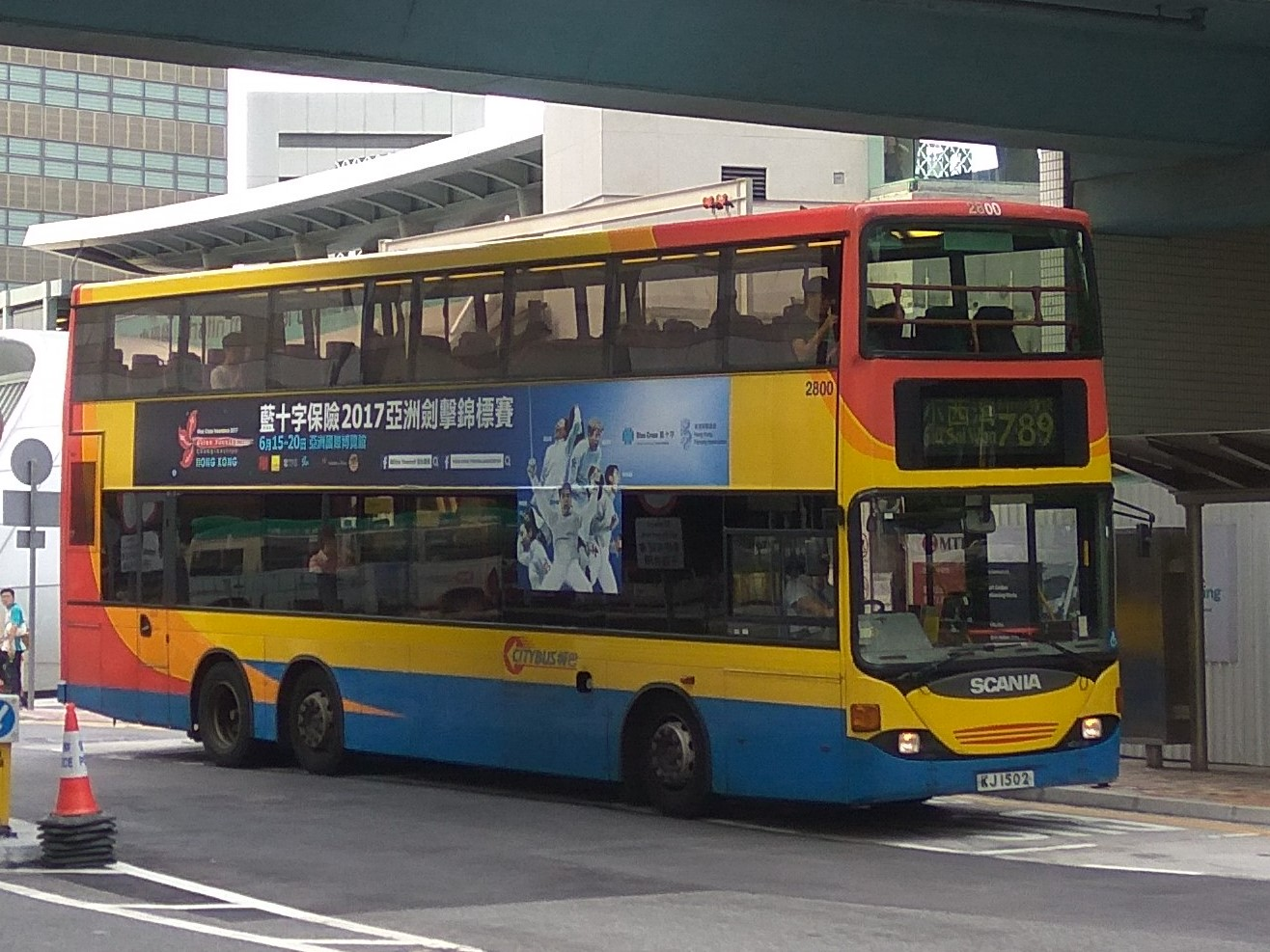
全球唯一的K94UB雙層巴士正在服務城巴789線

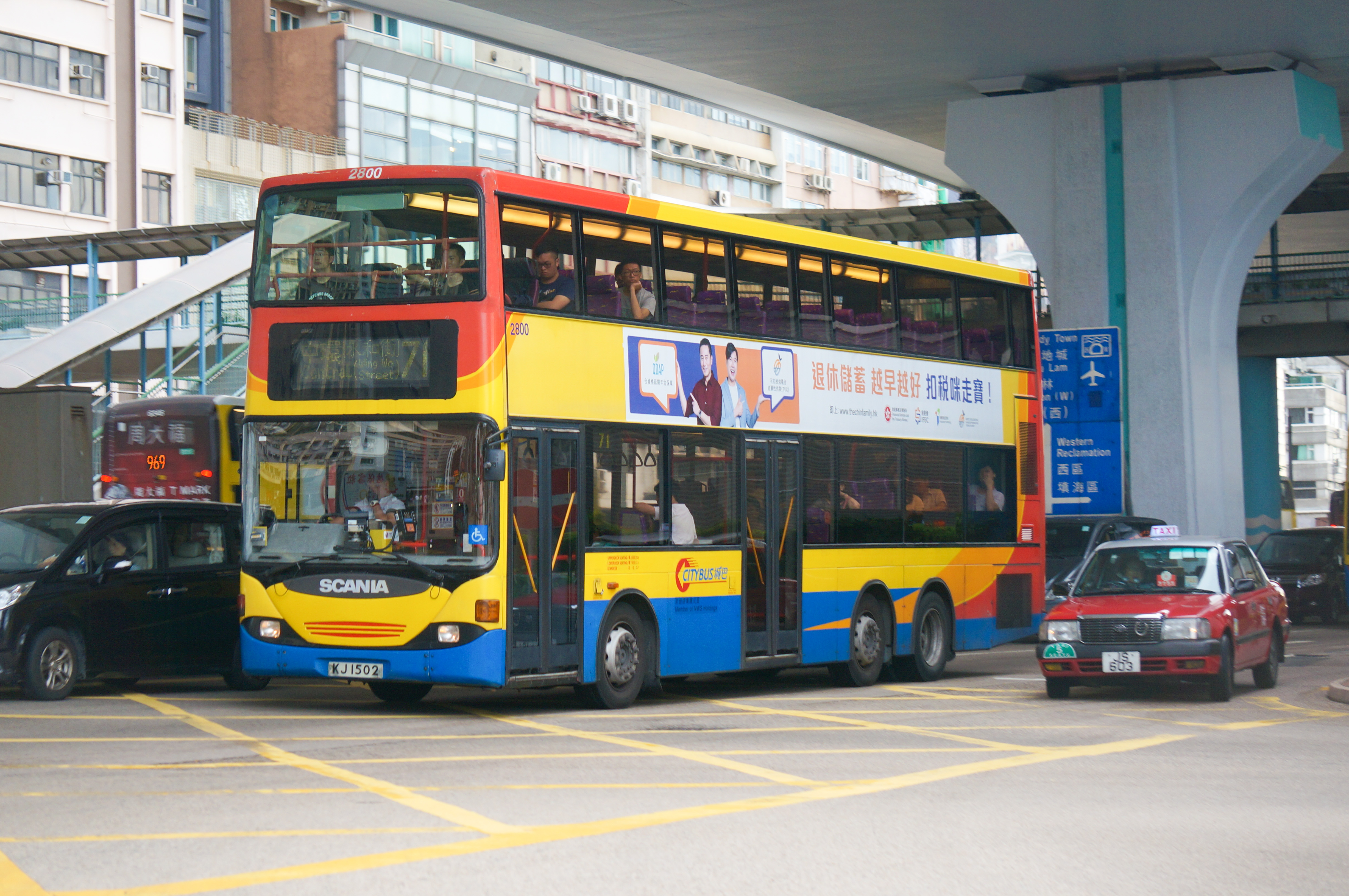
城巴唯一一輛斯堪尼亞K94UB在退役前一日行駛罕有地行駛線

斯堪尼亞K94UB（英語：Scania K94UB；又稱：紳佳K94UB／世冠K94UB）是瑞典斯堪尼亞開發的一款低地台巴士，是斯堪尼亞4系巴士的城市巴士底盤，可供安裝單層或雙層巴士的車身，雙層巴士的版本只為香港城巴製造了一輛，城巴車隊編號為2800，於2001年投入服務，經歷近18年的應用後，於2019年7月3日從城巴車隊退役。

## 背景
斯堪尼亞於1997年開發出斯堪尼亞4系巴士底盤，用於取代在1988年推出，已銷售近十年的斯堪尼亞3系巴士底盤。斯堪尼亞巴士4系底盤提供有長途客車、城際客車及城市巴士的款式，各型號以引擎的配置形式及氣缸容量劃分。
K94UB屬於斯堪尼亞4系之中的城市巴士底盤，可視為同廠3系之中的N113後繼產品，其同樣有兩軸版和三軸版可供選擇，可用於建造單層或雙層巴士，同時具有低地台設計順應無障礙潮流。
K94UB底盤的主要生產款式是兩軸版的K94UB 4X2，這款底盤的第一手買家主要是澳洲的巴士公司，配合單層巴士車身使用，這款單層巴士曾經服務於新南威爾士州、維多利亞州及西澳大利亞州的城市。香港城巴選用的款式是三軸版的K94UB 6X2/4，可供建造高載客量的雙層巴士。
斯堪尼亞N113是前代3系底盤的成員，其以低噪音的11公升引擎著稱，九巴在1993年引進時更是香港首批達到歐盟一期規格的新款雙層巴士，但其地台及車門梯級都比當時兩大競爭對手富豪奧林比安及丹尼士巨龍為高，到1996年丹尼士三叉戟三型亮相後更顯得不合時宜，斯堪尼亞在4系底盤中提供三軸版本的K94UB，並引入低地台設計，正是要在對高載客量城市巴士有需求的市場爭一席之地。

## 底盤構造
城巴的K94UB雙層巴士選用的底盤型號是K94UB 6X2/4 LB，其中K94UB的4字是代表4系底盤，K代表引擎位於尾軸之後的中央及縱向配置，9代表引擎氣缸容量約為9公升，U是Urban代表城市巴士，B代表不是掛接的基本類型，後續的6X2/4代表是三軸底盤及帶輔助轉向的負重軸在驅動軸之前，至於LB的L代表底盤的前部高度較低，但後部的高度上升，B代表前軸是U字形低矮設計及前後車軸都配有氣墊懸掛系統。
K94UB是衍生自斯堪尼亞4系中的客車底盤，底盤後部仿照客車版的高度，既無需壓縮動力系統可使用的空間，又可簡化底盤的設計，但因為要適應城市巴士低地台化的時代潮流，因此底盤的前段及中段採用不設梯級的低地台設計，輪椅配合斜板的使用即可登車，底盤後段的高度則因為源自客車的設計而明顯上升。引擎縱置於底盤的後部，並連接在其前方的波箱，再通過轉動軸驅動巴士的尾軸。
上一代的斯堪尼亞N113與富豪奧林比安和丹尼士巨龍，以及採用低地台設計的富豪超級奧林比安，都是橫置引擎驅動尾軸，利用橫置引擎縮短引擎室所佔的車尾長度，從而縮短尾跨。至於丹尼士三叉戟三型、Neoplan Centroliner與猛獅24.310，都是縱置引擎驅動中軸，引擎室和驅動軸的距離，因為有尾軸在兩者之間而較長，可提供空間容納傳動系統。三軸版的K94UB底盤採用縱置引擎驅動尾軸的設計，有別於大部分縱置引擎的三車軸巴士多以中軸為驅動軸的設計，由於引擎縱置比橫置較佔用底盤的長度，加上在尾軸和引擎之間還要容納整個波箱，所以中軸和尾軸都在底盤的較前位置，使尾軸至底盤末端之間的長度足以安裝縱置的引擎和波箱，因此底盤的尾跨較另外兩種佈局為長。
三軸版的K94UB使用尾軸驅動，傳動軸無需跨過尾軸即可傳送動力到驅動軸，該型底盤的中軸和尾軸亦沒有採用可降低車廂地台高度的下置式設計，其傳動效率比結構較複雜的下置式車軸為高，但車廂後段的地台較高，需要在車廂的中段設置梯級，令該型底盤只屬局部的低地台設計，難以令車廂內部從頭到尾都不設梯級。
因為K94UB的三軸版本採用縱置引擎的佈局，相對於同為尾軸驅動，但採用橫置引擎的富豪超級奧林比安，K94UB的中軸和尾軸都較為偏前，車尾的長度比富豪超級奧林比安，以及中軸驅動的丹尼士三叉戟三型為長。由於巴士轉向時，較長的車尾需要較大的擺動空間，所以K94UB的中軸具有輔助轉向功能，可配合前軸進行轉向，令巴士的轉向中心後移，避免本車型較長的尾跨影響轉向的靈活性，同時可減低中軸輪胎的磨損。

### 動力系統
K94UB的動力來自斯堪尼亞DC9-02柴油引擎，氣缸容量9公升（8.974公升），備有渦輪增壓，輸出馬力達260匹，配合微粒過濾器的使用，排放標準達到當時最新的歐盟三期規格。連接在引擎前方的是ZF供應的5HP592C五前速全自動波箱，屬於ZF Ecomat旗下的產品，可提供1,250牛頓/米的扭力。
K94UB是香港首款使用9公升引擎的雙層巴士，雖然引擎出力比不上使用康明斯M11引擎及305匹馬力的丹尼士三叉戟三型，亦低於使用富豪D10A引擎及285匹馬力的富豪超級奧林比安，但因其底盤後部是繼承自客車，驅動軸並非低地台巴士常用的U字形車軸設計，可避免動力因扭轉輸出角度所造成的損失，所以有較高的傳動效率，因此其高速行車及攀斜性能不但優於超級奧林比安，亦足以與三叉戟三型並駕齊驅。

### 懸掛及制動系統
K94UB的全部車軸都備有氣墊懸掛系統，制動系統採用雙迴路全碟式制動系統為主制動系統，並備有防鎖死功能。

## 車身
K94UB的車身由澳洲Volgren供應，雙層巴士版本的車身是CR223LD，是城巴的樣辦車所選用的車身。此款車身修改自城巴在1997年購入的猛獅24.350樣辦車所安裝的CR221LD，城巴訂購的猛獅24.310亦有部分採用CR223LD，但後來因城巴車隊超額而被棄訂，及後由九龍巴士接手。雖然以尾軸驅動的斯堪尼亞K94UB有別於中軸驅動的猛獅24.310，但這兩款底盤同樣是前段至中段為低地台，底盤後段則明顯上升，加上兩者當初都是根據城巴的要求而設計，所以這兩款巴士的車身佈局甚為相似，落客車門同樣較接近巴士的中間位置，但K94UB的頭幅外觀設計較為個性化，除改為長方形車頭燈外，在擋風玻璃的下方以銀色的大型粗體字標註（SCANIA），凸顯此車是斯堪尼亞出品，車頭鬼面罩有三條長度不一的仿進氣口條紋，並漆上橙紅色，令此車的形象更為突出。頭幅設有大型路線牌箱，車身左側及車尾亦各有一個較小的路線牌箱，路線牌箱安裝由LiteVision提供，配有LED夜光的綠色磁翻電子顯示屏。
這款巴士的上層有59個座位，下層有31個座位及37個企位，標準載客量為127人，下層左側車廂的前軸與下車門之間有一個輪椅位，如有輪椅登車可供停放，但企位的空間將會相應減少。下層車廂的前半段為低地台設計，供乘客上落的車門均沒有梯級，在巴士前部的上客車門設有斜板可供輪椅上落。受制於K94UB底盤的設計，車廂後段的地台高度較高，在落客車門之後的通道設有梯級，乘客需要經過梯級才可走到下層車廂的後部，在落客車門之後的座位亦需要升高一級，使用下層後段座位的乘客會較為不便。因為下層後段的座位都安裝在較高的地台上，即使位於車軸輪拱上的座位都可面向前方。安裝在車尾的空調系統是日本電裝的產品，上層及下層的冷氣槽都位於車廂兩側的座位上方，可便利乘客調節冷氣的出風量和角度，車廂採用由光管組成的連續式照明。

## 使用狀況
香港城巴擁有一輛斯堪尼亞K94UB雙層巴士，此車於2001年9月運抵香港，完成驗收後獲分配城巴車隊編號2800及登記香港車牌KJ1502，於同年12月投入載客服務，是香港首批達到歐盟三期排放規格的雙層巴士。
此車運抵香港前已經披上城巴標準樣式俗稱「黃老太」的色彩，但運抵香港後因為宣傳捷達集團已成為城巴的母公司，於是改漆上捷達巴士樣式及城巴配色的新塗裝，至2004年為慶祝城巴成立25周年，於是披上「與您共渡25載」為主題的全車身廣告，到2007年又恢復捷達樣式的塗裝，亦是城巴於2003年被捷達集團轉售給新巴母公司新創建集團後，城巴車隊中極少數仍長期保留捷達巴士樣式車身塗裝的巴士之一。
此車在新造時採用Transit Seating的絲絨座椅，座椅沒有頭枕，絲絨布面選用城巴座椅當時常用的紅色、橙色和灰色組成的碎花條紋色調。為防止坐在上層車頭位置的乘客在巴士發生交通意外時被拋出車外，上層擋風玻璃的扶手於2008年被加高，上層首排座椅亦被更換為配有安全帶的Vogelsitze仿皮高背座椅，色調亦改為與新巴同款的紫色，其餘座位則沿用原裝的絲絨座椅。因為絲絨座椅不容易清理，易有塵蟎滋生，經多年使用後不但出現褪色，亦帶有污漬和異味，所以此車於2017年2月進行年度檢修期間，絲絨座椅被全數拆除，更換為從已退役的富豪奧林比安12米拆下來的紫色仿皮高背座椅。
此車在投入服務初期主要行駛10，亦有服務5B，其後不定期行駛8X、118、681、788和789等路線。香港在2015年12月31日設立「專營巴士低排放區」，實施範圍包括在中環、銅鑼灣及旺角的部分道路，要求途經低排放區的專營巴士路線，需使用達到歐盟四期以上排放標準的巴士，政府亦撥款資助專利巴士公司為排放水平未達標的巴士加裝催化還原器，使歐盟二期及三期的巴士排放水平提升至接近歐盟四期的標準。由於安裝催化還原器需要加裝尿素貯存槽、注入口及相關管道，涉及對車身的修改，雖然政府願意分擔加裝催化裝置的費用，但香港只有城巴一輛K94UB，與富豪超級奧林比安和丹尼士三叉戟三型有大量同型車可批量改裝攤薄成本相比，單獨為一輛K94UB進行改裝並不符合成本效益，所以城巴沒有為此車加裝催化還原器，因此需要撤出途經低排放區的巴士路線。此車在2001年剛加入城巴車隊時憑其歐盟三期規格，成為香港當時最環保巴士之一，但隨著2015年前後，只達歐盟一期及歐盟二期的富豪奧林比安、丹尼士巨龍和早期的丹尼士三叉戟三型紛紛退役，此車由2017年10月上旬起，一度成為城巴專利車隊中唯一不能駛入專營巴士低排放區的巴士。
此車從2016年起，主要不定期行駛8X、606、606X和789。超強颱風山竹在2018年9月16日吹襲香港期間此車在城巴柴灣車廠停泊，車頭擋風玻璃在強風下被吹脫但沒有破裂，經修理後復駛。由於香港專營巴士設有18年的使用年限（經運輸署核准之特殊情況除外），於2001年12月作車輛登記的此車，其使用年限將於2019年年底屆滿，需要退出城巴專利車隊。此車於2019年7月3日因行車證到期，在當日上午行走完特別線606A後退役，在退役前一天行駛930A及71時亦有很多巴士迷專程歡送。此車的退役象徵城巴採用毛紋座椅的巴士已經全數退役，以及車隊編號以2千位數字開頭的巴士都已退出城巴専利車隊。

## 後繼車型
這款巴士於2001年推出時正值香港政府拋出「保鐵政策」，香港的公共交通運輸政策都向當時的香港地鐵及九廣鐵路（已於2007年合併為港鐵）傾斜，政府又向三家專利巴士公司施壓縮減車隊規模，城巴引進K94UB的樣辦車後，卻因為車輛配額限制未能加訂，令這輛樣辦車成為全球獨一無二的K94UB雙層巴士，雖然經過數年後三家專利巴士公司因為汰換舊車又有購買新車的需求，但這時K94UB與主要競爭對手，如擁有全低地台設計的亞歷山大丹尼士Enviro 500及富豪B9TL相比，其只屬局部低地台的構造又顯得落伍，斯堪尼亞於是開發K95UD（後更名為K310UD）取代K94UB。

## 外部連結
- 香港巴士大典上的相关条目：斯堪尼亞K94UB